# Carl Friedrich Kändler
Carl Friedrich Kändler auch Charles Frederick Kandler (getauft 20. April 1712 in Fischbach; gestorben 15. Oktober 1778 in London) war von 1739 bis 1776 ein Silber- und Goldschmied in London und jüngerer Bruder des Porzellanmodelleurs Johann Joachim Kändler und des Goldschmieds Carl Rudolph Kändler.

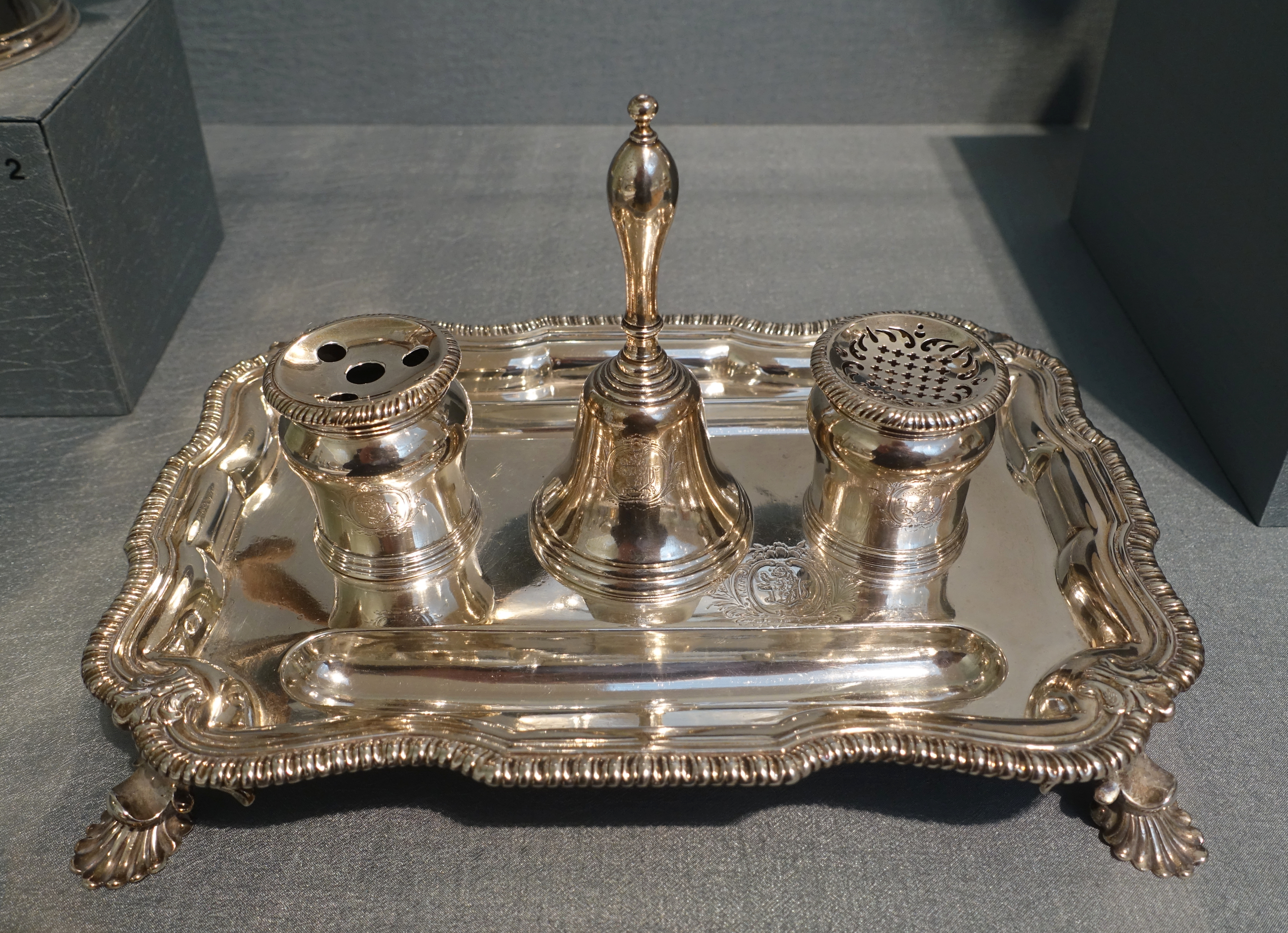
Schreibgarnitur Silber für George II., 1753–1754, Portland, Oregon

## Leben
Carl Rudolph Kändler kam im April 1712 als Sohn des evangelischen Pfarrers Johann Joachim Kändler und dessen erster Ehefrau Johanna Salome im sächsischen Fischbach zur Welt.  Er wurde wie sein älterer Bruder Carl Rudolph Kändler Goldschmied in London. Viele Werke werden noch heute fälschlicherweise seinem Bruder Charles (Carl Rudolph) zugeschrieben. Als dieser nach Deutschland zurückging, übernahm Carl Friedrich im September 1735 dessen Geschäfte in London als Mr. Charles Frederick Kandler in der German Street mit eigenem Silberstempel (FK). Mit seiner Frau Mary hatte er den Sohn Charles Kandler (* 1773; † 1807), der ebenfalls Goldschmied wurde. Am 7. August 1776 schrieb Frederick sein Testament in St. James, Westminster. Nach seinem Tod am 15. Oktober 1778 wurde er am 19. Oktober 1778 in Isleworth Middlesex (heute Stadtteil von London) begraben.